# اورستس کیندلان
اورستس کیندلان (انگلیسی: Orestes Kindelán؛ زادهٔ ۱ نوامبر ۱۹۶۴) بازیکن بیسبال اهل کوبا بود.